# Уткіагвік
Уткіагвік  (англ. Utqiagvik, інуп. Utqiaġvik, Ukpiaġvik) — місто (англ. city) в США, в окрузі Норт-Слоуп на півночі штату Аляска, найпівнічніше місто в США. Населення — 4927 осіб (2020). З 1901 по 2016 рік носило назву на честь Джона Барроу.

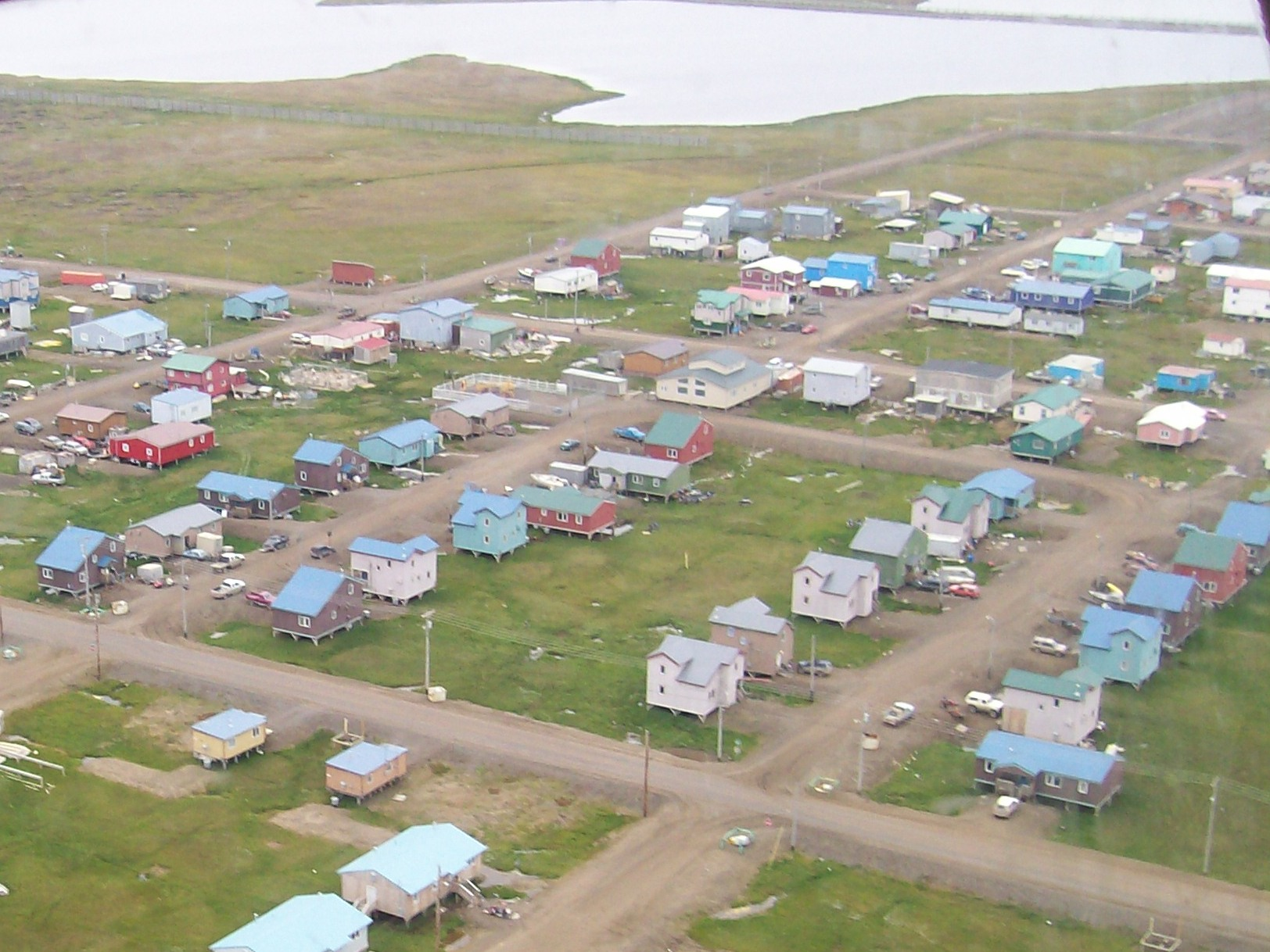
Барроу. Вічна мерзлота змушує при спорудженні будинку залишати простір між підлогою і поверхнею землі

На північ від міста знаходиться мис Барроу, який є найпівнічнішою точкою США. Біля міста є метеорологічна станція й ведеться видобуток нафти.
Поблизу міста знаходиться давній 8-кілометровий кратер Авак.

## Географія
Місто розташоване приблизно за 2100 кілометрів від Північного полюса. Всього 2,6 % земної поверхні знаходиться північніше Уткіагвіка .
Переважаючий тип земель у межах Уткіагвіку — тундра. Місто розташоване в районі вічної мерзлоти і глибина промерзання ґрунту досягає тут 400 метрів.
Уткіагвік  розташований за координатами 71°15′15″ пн. ш. 156°47′56″ зх. д. / 71.25417° пн. ш. 156.79889° зх. д. (71.254084, -156.798949).  За даними Бюро перепису населення США в 2010 році місто мало площу 55,68 км², з яких 48,79 км² — суходіл та 6,89 км² — водойми.

### Клімат
Через те що Уткіагвік розташований за 515 км на північ від полярного кола, клімат в місті холодний і сухий, класифікується як полярний. Зими в місті можуть бути дуже небезпечні через комбінації суворих морозів та сильних вітрів, до того ж навіть погода влітку там дуже прохолодна. В Уткіагвіку одні з найсуворіших природних умов серед населених пунктів світу, температура нижче 0 °C тримається в місті з початку жовтня до кінця травня, а денна температура тільки 109 днів у році перевищує 0 °C. Усього ж температура Уткіагвіку приймає негативні значення в середньому близько 324 днів у році, а заморозки та снігопади можливі в будь-який місяць.
- Середньорічна температура — -11,3 C°
- Середньорічна швидкість вітру — 5,6 м/с
- Середньорічна вологість повітря — 72 %

| Клімат Барроу           | Клімат Барроу | Клімат Барроу | Клімат Барроу | Клімат Барроу | Клімат Барроу | Клімат Барроу | Клімат Барроу | Клімат Барроу | Клімат Барроу | Клімат Барроу | Клімат Барроу | Клімат Барроу | Клімат Барроу |
| Показник                | Січ.          | Лют.          | Бер.          | Квіт.         | Трав.         | Черв.         | Лип.          | Серп.         | Вер.          | Жовт.         | Лист.         | Груд.         | Рік           |
| Абсолютний максимум, °C | 2,2           | 2,2           | 1,1           | 5,6           | 8,3           | 22,2          | 26,1          | 24,4          | 16,7          | 6,1           | 3,9           | 1,1           | 26,1          |
| Середній максимум, °C   | −21,8         | −22,2         | −21,2         | −13,1         | −3,4          | 4,7           | 8,3           | 6,6           | 2,1           | −5,7          | −14,3         | −18,8         | −8,2          |
| Середня температура, °C | −25,2         | −25,7         | −24,8         | −16,8         | −6,1          | 2             | 4,9           | 3,9           | 0,1           | −8,2          | −17,4         | −22,1         | −11,2         |
| Середній мінімум, °C    | −28,6         | −29,1         | −28,4         | −20,5         | −8,6          | −0,7          | 1,6           | 1,2           | −1,9          | −10,8         | −20,4         | −25,4         | −14,3         |
| Абсолютний мінімум, °C  | −47,2         | −48,9         | −46,7         | −41,1         | −28,3         | −15,6         | −5,6          | −6,7          | −17,2         | −35,6         | −40           | −48,3         | −48,9         |
| Норма опадів, мм        | 2.5           | 2.5           | 2.5           | 5.1           | 5.1           | 7.6           | 25.4          | 27.9          | 17.8          | 10.2          | 5.1           | 2.5           | 114.3         |
| Днів з опадами          | 4,6           | 4,6           | 4,1           | 5,1           | 5,1           | 5,8           | 9,1           | 11,5          | 12,7          | 12,2          | 7,1           | 5,7           | 87,6          |
| Днів з дощем            | 4             | 4             | 4             | 4             | 4             | 5             | 9             | 11            | 11            | 11            | 6             | 5             | 78            |
| Днів зі снігом          | 6,4           | 6,4           | 5,7           | 7,7           | 6,4           | 1,7           | 0,6           | 2,3           | 8,9           | 15,6          | 10,6          | 8,2           | 80,5          |
| Вологість повітря, %    | 77.9          | 76.9          | 76.2          | 81.8          | 86.7          | 87.4          | 87.8          | 89.4          | 87.1          | 83.2          | 80.9          | 78            | 82.7          |
| ----------------------- | ------------- | ------------- | ------------- | ------------- | ------------- | ------------- | ------------- | ------------- | ------------- | ------------- | ------------- | ------------- | ------------- |
| Джерело: Weatherbase    |               |               |               |               |               |               |               |               |               |               |               |               |               |

## Демографія
Згідно з переписом 2010 року, у місті мешкало 4212 осіб у 1280 домогосподарствах у складі 894 родин. Густота населення становила 76 осіб/км².  Було 1554 помешкання (28/км²).
Расовий склад населення:
| - 61,2 % — корінних американців - 16,9 % — білих - 9,1 % — азіатів - 2,4 % — вихідців з тихоокеанських островів - 1,0 % — чорних або афроамериканців |

До двох чи більше рас належало 8,7 %. Частка іспаномовних становила 3,1 % від усіх жителів.
За віковим діапазоном населення розподілялося таким чином: 32,9 % — особи молодші 18 років, 62,4 % — особи у віці 18—64 років, 4,7 % — особи у віці 65 років та старші. Медіана віку мешканця становила 28,0 року. На 100 осіб жіночої статі у місті припадало 105,7 чоловіків;  на 100 жінок у віці від 18 років та старших — 107,9 чоловіків також старших 18 років.
Середній дохід на одне домашнє господарство  становив 95 160 доларів США (медіана — 76 902), а середній дохід на одну сім'ю — 105 373 долари (медіана — 93 646). Медіана доходів становила 52 199 доларів для чоловіків та 54 609 доларів для жінок. За межею бідності перебувало 11,7 % осіб, у тому числі 11,5 % дітей у віці до 18 років та 0,0 % осіб у віці 65 років та старших.
Цивільне працевлаштоване населення становило 1785 осіб. Основні галузі зайнятості: освіта, охорона здоров'я та соціальна допомога — 24,3 %, публічна адміністрація — 20,0 %, транспорт — 14,8 %, будівництво — 11,1 %.

## Барроу в масовій культурі
У місті відбувається дія фільмів «30 днів ночі», «Усі люблять китів», «На льоду» (2011).

## Міста-побратими
- Ушуая, Аргентина